# Prawo Gladstone’a-Dale’a
Prawo Gladstone’a-Dale’a – prawo określające zależność bezwzględnego współczynnika załamania światła dla danego ośrodka od gęstości tego ośrodka. Prawo to jest konsekwencją przyjęcia przez jego twórców założenia, że względne spowolnienie prędkości światła w porównaniu z próżnią jest wprost proporcjonalne do liczby, masywności i koncentracji atomów ośrodka materialnego. A te trzy wymienione cechy mogą być opisane gęstością tego ośrodka. Prawo to może być zapisane równaniem
{\displaystyle n-1=k\rho }
lub (po podstawieniu za {\displaystyle n})
{\displaystyle {\frac {\Delta v}{v}}={\frac {c-v}{v}}=k\rho ,}
gdzie:
{\displaystyle v} – prędkość światła w danym ośrodku,
{\displaystyle c} – prędkość światła w próżni,
{\displaystyle k} – współczynnik proporcjonalności,
{\displaystyle \rho } – gęstość ośrodka,
{\displaystyle n} – bezwzględny współczynnik załamania ośrodka równy stosunkowi {\displaystyle {\tfrac {c}{v}}.}
Prawo to zostało sformułowane w roku 1858. Później zostało ono zastąpione prawem mającym mocniejsze podstawy teoretyczne, czyli tzw. wzorem Lorentza-Lorenza.